# Teatro Uamá
El teatro Uamá es una sala de cine y de teatro de la ciudad de Carmelo en el departamento de Colonia, Uruguay. Es considerado como la institución cultural más relevante de dicha ciudad.

## Historia
Fue inaugurado el 7 de julio de 1928 por Héctor Etchebeher.     Su nombre proviene de la lengua chaná y significa “amigo”, el mismo fue elegido por los ciudadanos mediante votación. El complejo de estilo art déco, en su interior cuenta con una capacidad para unos quinientos espectadores divididos entre platea, tertulia baja, tertulia alta y paraíso.

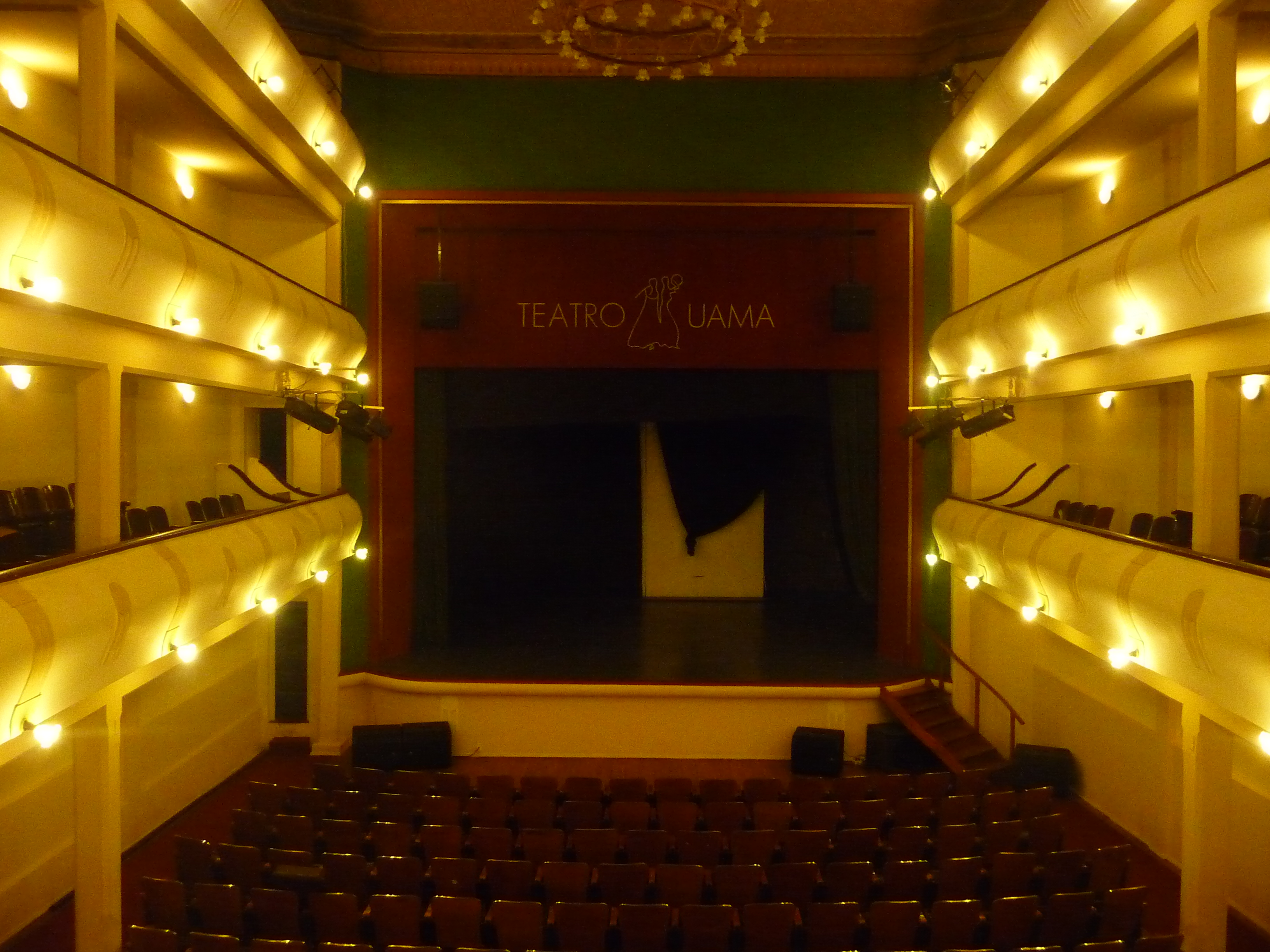
Interior del teatro

## Reinauguración
Entre los años 2007 y 2009,  ya bajo la administración departamental, el teatro fue sometido a obras de restauración, las cuales contaron con el apoyo y financiación de la Cámara de Comercio Uruguay-Canarias y por fondos obtenidos a través de los fondos concursables del Ministerio de Educación y Cultura los cuales permitieron brindar una serie de reformas edilicias, como también en  la iluminación y la amplificación de la sala. Entre las mejoras se pueden mencionar también el nuevo escenario, la nueva ubicación de las butacas y los nuevos camarines. Estas obras culminaron en 2009, con una ceremonia de re inauguración .